# Stejaru (Crângeni), Teleorman
Stejaru este un sat în comuna Crângeni din județul Teleorman, Muntenia, România.